# Leggiana
Leggiana is een plaats (frazione) in de Italiaanse gemeente Foligno.